# Joystick analogico

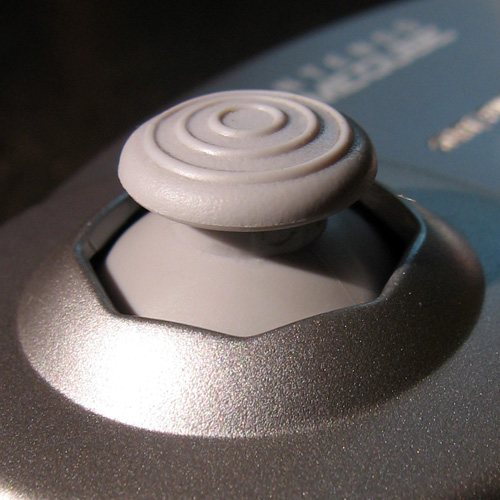
La levetta analogica sul controller del GameCube

Un joystick analogico (o stick analogico, quando ci si riferisce alla sola leva, anche detta levetta analogica) è un tipo di joystick che trasforma il movimento della mano in segnale elettrico analogico. 
Mentre il joystick semplice (o digitale) è in grado di stabilire solo una direzione, quello analogico permette anche variazioni graduali dell'intensità della spinta in ogni direzione. In tal modo, ad esempio, il giocatore di un videogioco può far muovere più o meno rapidamente il personaggio.
L'inventore del joystick analogico è William A. Higinbotham, un fisico americano. Nel 1958, Higinbotham creò il gioco Tennis for Two, che utilizzava un dispositivo di controllo analogico a forma di joystick per controllare il movimento della racchetta da tennis sullo schermo. Questo dispositivo è stato uno dei primi esempi di joystick utilizzato per scopi di intrattenimento interattivo e ha aperto la strada alla successiva evoluzione dei joystick nei videogiochi e in altre applicazioni.

## Funzionamento
L'effetto conseguente allo spostamento della leva del joystick è determinato dalla variazione resistiva, effettuata tramite la coppia di potenziometri di cui è costituito, rilevata da circuiti elettronici. Modelli molto sofisticati, operanti anche su tre assi, sono impiegati su velivoli, macchine movimento terra e mezzi militari. In questi campi la tecnologia adottata non si basa sul contatto strisciante in uso nei potenziometri, bensì sull'effetto Hall, e sono impiegati dispositivi elettronici atti a generare un segnale di livello proporzionale al campo magnetico in cui sono immersi; ovvero, l'asta del joystick sposta semplicemente un magnete permanente verso 4 sensori hall posti sui due assi cartesiani. Questa tecnologia offre un sistema virtualmente privo di usura, pertanto di elevatissima affidabilità.